# Burgruine Dießenstein
Die Ruine Dießenstein ist die Ruine einer mittelalterlichen Spornburg auf 445 m ü. NN und späteres Pflegegericht im Herzogtum Bayern direkt an der Ilz im Bayerischen Wald. Sie liegt in der heutigen Gemeinde Saldenburg, im Landkreis Freyung-Grafenau. Die Anlage wird als Bodendenkmal unter der Aktennummer D-2-7246-0015 im Bayernatlas als „untertägige Befunde im Bereich des mittelalterlichen Burgstalls und des abgegangenen neuzeitlichen Hofmarkschlosses Dießenstein“ geführt. Ebenso wird es als denkmalgeschütztes Baudenkmal mit der Aktennummer D-2-72-142-3 genannt.

## Geschichte

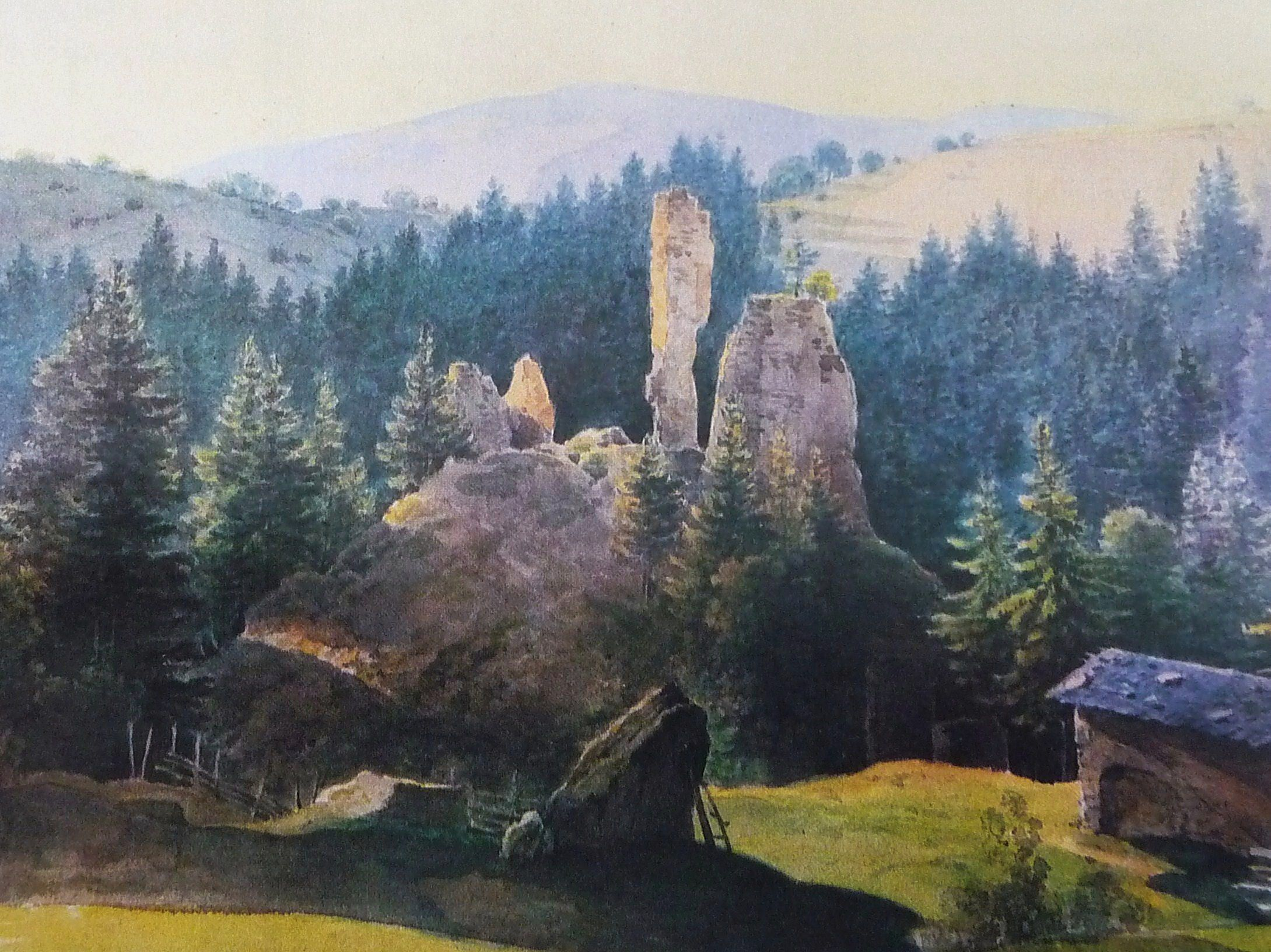
Die Burgruine auf einer Aquarellskizze von Max Joseph Wagenbauer, um 1805

Der Name der Burganlage leitet sich vom mittelhochdeutschen Wort dießen ab, welches rauschen heißt, somit bedeutet der Name: „tosender, umrauschter Stein“. Dießenstein leitet sich also vom vorbeirauschenden Fluss Ilz ab, da die Burg direkt über den größten Stromschnellen des Flusses liegt. 
Die Burg Dießenstein wurde vermutlich bereits im 12. Jahrhundert durch die Edlen von Hals gegründet. Diese Vermutung liegt nahe, da bereits vor der erneuten Erbauung ein Burgstall zu Dießenstein erwähnt wurde.
1347 erhielt Schweiker I. Tuschl den Auftrag die Feste Dießenstein zu errichten. Der Bauort hierbei war handels- und verkehrspolitisch äußerst bedeutend, da unter der Feste die beiden Ilzübergänge an der Dießensteinmühle und Furth-Rettenbach lagen, welche beide zu einem bedeutenden Handelsweg zwischen dem bayerischen Herzogtum und dem Hochstift Passau gehörten.
Schweiker II. errichtete nun 1347 mit vier weiteren Familienmitglieder der Tuschl auf bayerischen Grund gemeinsam die Burganlage. Hierbei handelte es sich aber entweder um einen Wiederaufbau oder einen Neubau an anderer Stelle. 
Der Familie der Tuschl fiel jedoch die Versorgung der Feste schwer, wodurch sich hohe Schulden ansammelten. So wurde die Feste 1378 an die Frauenberger verkauft. Diese wiederum verkauften Dießenstein kurz darauf an die bayerischen Herzöge, welche in der Burg Pfleger einsetzten und das Gericht Diezzenstayn errichteten. Die Feste verblieb nun fast 400 Jahre in den Händen der bayerischen Herzöge, verlor dabei aber an Wichtigkeit und Wehrhaftigkeit. Die älteste Ansicht Dießensteins findet sich in den Landtafeln Apians von 1566.
Im Jahre 1742 wurde Dießenstein infolge des Österreichischen Erbfolgekrieges von 1740 bis 1748 von Pandurenoberst Freiherr Franz von der Trenck und seinen Mannen mehrere Tage lang belagert. Dießenstein wurde dabei durch Baron von Schrenck verteidigt. Am 18. Juli 1742 wurde die Feste schließlich eingenommen. Bei einem Kontrollgang steckte von der Trenck versehentlich verborgene Pulverfässer an, wodurch mehrere Personen durch die folgende Explosion getötet wurden. Franz von der Trenck überlebte nur knapp. Aus Wut ließ er daraufhin die Burganlage vollständig schleifen.
Anschließend wurden Teile der Burgkapelle, der Hochaltar, welcher dem heiligen Achatius geweiht ist, sowie eine Schnitzfigur der Brigida von Kildare, zur vorübergehenden Verwahrung in die Pfarrkirche von Preying gebracht. Diese sind noch heute in der Kirche zu finden. 
In der Folgezeit verfiel die Feste zunehmend. Am 12. Dezember 1799 wurde die Pflegsgründe versteigert, wobei die 125 3/8 Tagwerk 9.643 Gulden und 15 Kreuzer erbrachten. Damit war die Umwandlung des Pflegsgerichts in ein Landgericht verbunden. Im September 1803 erfolgte die Vereinigung der Landgerichte Dießenstein und Bärnstein zu dem neu geschaffenen Landgericht Schönberg. Seinen Rechtsstatus als eigene Herrschaft verlor Dießenstein 1849 mit der Abschaffung der Patrimonialgerichtsbarkeit.
1963 wurde mit Mitteln des Regierungsbezirks Niederbayern, des Landkreises Grafenau und des Bayerischen Landesamts für Denkmalpflege Teile der restlichen freistehenden Gebäudemauern saniert. 1981 folgten weitere Instandhaltungs- und Sanierungsarbeiten. Heute ist die Burg in Privatbesitz, jedoch weiterhin Besuchern frei zugänglich. Über die Wanderwege Ilztalrunde-Nr. 83 und Ritter Tuschl auf den Fersen (von Saldenburg nach Dießenstein) ist die Ruinenanlage gut zu erreichen.

## Pfleger auf Dießenstein
- Wernhard Dietreichinger (1381, 1384, 1385)
- Otto Asenheimer (1385)
- Heinrich der Puchberger (15. Juni 1413)
- Warheimer (St. Veitstag 1449)
- Wilhelm I. von Nußberg (1452)
- Wilzolt Warheimer (23. Oktober 1458)
- Leopold Mangkofer (Samstag vor Niklastag 1472)
- Hanns Pretzner zu Exing (September 1479)
- Erasmus Schilt zu Eberhardsreut (1506)
- Christoph Tumbperger zum Klebstein (1513, 1515)
- Hanns von Nußdorf (1518, 23. November 1523, 21. Mai 1524)
- Hans Harschl (August 1543 bis 1549)
- Dr. Wolf Harschl (1549 bis 1562)
- Sigmund Tumbperger zum Klebstein (1563 bis 1580)
- Thekla Tumbperger zum Klebstein mit ihrem Pflegsverwalter Sigmund Garttner von Bärnstein (Mai 1580 bis 31. Dezember 1580)
- Dr. jur. Sebastian Hellperger (1. Januar 1581 bis März 1590)
- Wolf Christoph Pfeill (März 1590 bis 31. Dezember 1595)
- Hans Jakob Ungelter (1. Januar 1596 bis 1608)
- Wolf Christoph Pfeill (1609 bis 3. Februar 1613)
- Hans Adam Reisacher (3. Februar 1613 bis 21. April 1617)
- Georg Egid von und zu Sickhenhausen (1617)
- Johann Hilprant Tengler (24. April 1617 bis 26. August 1636)
- Administration durch den Pflegsverwalter von Bärnstein (29. August 1636 bis 12. September 1636)
- Alexander Schrenk (12. September 1636 bis 9. Juli 1674)
- Alexander Ignaz Freiherr von Schrenk (9. Juli 1674 bis 27. November 1716)
- Franz Adam Ignaz Freiherr von Schrenk (28. November 1716 bis Juli 1724)
- Johann Anton Joseph Franz Freiherr von Armansperg (5. Juli 1724 bis 13. Mai 1735)
- Administration durch Joseph Passauer, Gerichtsschreiber von Bärnstein (Mai 1735)
- Adam Gottlieb Anton Freiherr von Schrenk (24. Mai 1735 bis 23. Mai 1776)
- Johann Adam Löschmann (Pflegsverweser vom 18. Juni 1776 bis 14. März 1797)
- Adam Kaspar Burghard von Haasy (Pflegsverweser vom 14. März 1797 bis 1799, Landrichter von 1799 bis September 1803)

## Beschreibung
Die heutige Ruine Dießenstein lag zur Zeit ihrer Erbauung an der Grenze zwischen dem Hochstift Passau und dem Herzogtum Bayern. Die Burganlage befindet sich auf einem hohen Felsen, dem Dießenstein, an der Ilz. Der Burgberg wurde durch Anlegung eines künstlichen Grabens unterhalb des Berges noch vergrößert.
Das Plateau auf der Kegelspitze des Dießensteins hatte nur einen bescheidenen Umfang, sodass die Ausbreitung der Burganlage nur äußerst begrenzt war. 
Im Zentrum des Plateaus stehen die Überreste des Bergfrieds. Dies war ein achteckiger Turm von nur mäßiger Höhe. Jedoch hatte dieser angeblich zwei Untergeschosse. Vom Bergfried sind nur noch geringe Mauerreste erhalten.
Ilzseitig stand das Verwaltungs- und Wohngebäude der Burg, der sogenannte Palas. Hierbei handelte es sich nach Überlieferungen um einen mehrstöckigen Bau mit Kellergewölben. Der Palas hatte hofseitig drei Zugänge im Erdgeschoss. Der östliche davon war mit Rundbögen ausgestattet. Zwei der drei Bogensegmente wurden bei Ausgrabungen freigelegt. Die noch vorhandenen Mauerreste vermitteln noch heute den Umfang des Palasgebäudes. Die Außenseite des Palas war Teil der Begrenzungsmauern der Feste. Teile davon sind noch mit einer Höhe von acht Metern erhalten, jedoch ist die Fassade des Mauerabschnitts bereits verfallen. Durch zwei querlaufende Zwischenmauern wurde das Erdgeschoss in drei Abschnitte untergliedert. 
Palas und Torgebäude wurden durch die Begrenzungsmauer miteinander verbunden, wodurch sich der dreieckige Grundriss der Burganlage ergab. 
Im Hof zeigte sich teilweise der blanke Fels, jedoch ebenso zum Teil grobe und unterschiedliche Pflasterungen. 
Die Burganlage war durch eine Brücke, welche auf drei Pfeilern und zwei Widerlagern ruhte, erreichbar. 
Bauliche Funde lassen darauf schließen, dass auf Dießenstein in Zeiten der Renaissance umfangreiche Erneuerungen stattfanden.

## Besonderheiten
Burgruine Dießenstein ist in Niederbayern auch aufgrund der mit ihr verbundenen Sage der Toten Jungfrau und ihrem Schatz auf dem Schloss bekannt. 
Die damalige Bedeutung der Herrschaft und Burg Dießenstein für den bayerischen Staat lässt sich darin erkennen, dass der ehemalige Landkreis Vilshofen ursprünglich die Bezeichnung Dießenstein bekommen sollte.